# (16214) Venkatachalam
(16214) Venkatachalam est un astéroïde de la ceinture principale.

## Description
(16214) Venkatachalam est un astéroïde de la ceinture principale. Il fut découvert le 4 février 2000 à Socorro (Nouveau-Mexique) par le projet LINEAR. Il présente une orbite caractérisée par un demi-grand axe de 2,33 UA, une excentricité de 0,14 et une inclinaison de 7,3° par rapport à l'écliptique.

## Compléments